# Stephen A. Douglas
Stephen Arnold Douglas (Brandon, 23 aprile 1813 – Chicago, 3 giugno 1861) è stato un politico statunitense, senatore del Partito Democratico per lo stato dell'Illinois.
Era soprannominato "Little Giant", cioè "piccolo gigante". Si candidò alle elezioni presidenziali degli Stati Uniti del 1860, venendo sconfitto dal candidato del Partito Repubblicano Abraham Lincoln. Fu un leader di partito ingegnoso e un tattico abile, pronto nel dibattito e nell'attività legislativa.

## Biografia
Nella veste di capo del Comitato dei territori, Douglas dominò il Senato nel decennio 1850-1860. Fu determinante nella stesura del Compromesso del 1850 all'inizio della presidenza di Millard Fillmore, una serie di leggi che cercavano di mantenere l'equilibrio tra Stati schiavisti e Stati contrari alla schiavitù. 
Douglas cercò la candidatura democratica alla presidenza nel 1852, ma fu battuto da Franklin Pierce, in seguito eletto presidente.
Nel 1854 fu di nuovo protagonista del dibattito politico, presentando la legge detta Kansas-Nebraska Act che consentiva ai cittadini dei nuovi territori di decidere autonomamente se mantenere o meno la schiavitù. Il movimento di protesta contro questa norma portò alla costituzione del Partito Repubblicano.
Nel 1856 cercò nuovamente di diventare il candidato democratico alle elezioni presidenziali, ma la Convenzione nazionale democratica nominò invece James Buchanan, anch'egli in seguito eletto presidente. 
Douglas sostenne la sentenza della Corte suprema nella causa Dred Scott contro Sandford del 1857, che aveva stabilito che gli afroamericani schiavi non erano tutelati dalla Costituzione degli Stati Uniti né avevano diritto a intraprendere azioni giudiziarie, non essendo cittadini né potendo diventarlo; Douglas negò che fosse parte di una trama sudista per introdurre la schiavitù negli Stati settentrionali. Tuttavia la definì non vincolante nel caso in cui gli abitanti di un territorio avessero varato proprie leggi. Alla fine del 1857, Douglas si trovò in disaccordo con il presidente Buchanan riguardo all'ammissione del Kansas come Stato schiavista: Douglas accusava il parlamento pro-schiavitù del Kansas di essere l'esito di elezioni irregolari, mentre Buchanan sosteneva la legittimità di quel parlamento.
Nel 1858, candidato alla rielezione come senatore per l'Illinois, Douglas ebbe come rivale Abraham Lincoln, repubblicano. Durante la campagna elettorale, i due diedero vita ai dibattiti Lincoln-Douglas. Le elezioni in Illinois furono vinte dal Partito Democratico e quindi Douglas poté essere rieletto senatore (era il parlamento statale che nominava i senatori al Congresso). 
La vittoria contro Lincoln rese Douglas uno dei favoriti alla candidatura alla presidenza nel 1860. La sua opposizione al presidente Buchanan continuò quando questi tentò di far approvare un codice schiavista a livello federale; Douglas era invece un sostenitore della possibilità di ciascuno Stato di accettare o meno la schiavitù, ed era quindi considerato un moderato, all'interno del partito, e poco amato dai Democratici sudisti. 
Nella Convenzione del Partito Democratico del 1860 Douglas era nuovamente in competizione per la nomina a candidato alle elezioni presidenziali; i Democratici sudisti abbandonarono la Convenzione dopo che alcune loro richieste furono respinte, e la Convenzione si trovò bloccata per qualche settimana, con Douglas in testa alle preferenze ma non in grado di raggiungere la maggioranza richiesta; nel frattempo il Partito Repubblicano aveva proposto Lincoln come suo candidato, e quindi Douglas, che l'aveva sconfitto due anni prima, fu considerato il suo rivale ideale e alla Convenzione democratica si formò la maggioranza necessaria per la sua nomina. I Democratici sudisti confermarono la scissione e nominarono proprio candidato John C. Breckinridge, il vicepresidente in carica. 
Alle elezioni, Lincoln vinse in modo netto, approfittando della scissione del Partito Democratico. Douglas ottenne quasi il 30% del voto popolare, ma mal distribuito: pochi voti al Sud, e al Nord fu surclassato da Lincoln, che lo batté anche in Illinois. Douglas vinse soltanto nel Missouri, ed ottenne solo 12 grandi elettori contro i 180 di Lincoln e i 72 di Breckinridge.   
Quando, all'inizio di aprile del 1861, ebbe inizio la guerra civile, si schierò a favore dell'Unione, ma morì alcune settimane dopo.
(Raimondo Luraghi Storia della guerra civile americana BUR 1994 Vol I, pag. 113.)
(Raimondo Luraghi Storia della guerra civile americana BUR 1994 Vol I, pp. 329-330.)